# Adrian Peterson (giocatore di football americano 1979)
Adrian Nicholas Peterson (Gainesville, 1º luglio 1979) è un ex giocatore di football americano statunitense che ha militato nel ruolo di running back nella National Football League (NFL).

## Primi anni
Suo padre lavorava in una fabbrica della Energizer e iscrisse il figlio in un college vicino alla natia Gainesville, dove Adrian si fece notare per la sua rapidità di corsa guadagnandosi la possibilità di giocare alla Georgia Southern University.

## College
Tra il 1998 e il 2001, Peterson giocò per la Georgia Southern University, una della più forti compagini della NCAA Division I-AA. Concluse la sua avventura a GSU con 6,559 rushing yards, un record nella Division I, vincendo il Walter Payton Award nel 1999; fu il primo sophomore a raggiungere questo traguardo. Peterson giocò in totale 57 partite, correndo 1378 volte per un guadagno di 9145 yards (6.6 yarde di media), 111 touchdown ed una media di 160.44 yards guadagnate per partita.

## Carriera professionistica

### Chicago Bears
I Chicago Bears selezionarono Peterson nel sesto round del Draft NFL 2002. Nella sua prima stagione, corse 19 volte per un guadagno di 101 yards segnando un touchdown.
Saltò quasi tutta la stagione successiva per un infortunio. In seguito non riuscì a riconquistarsi un posto da titolare venendo impiegato principalmente nello special team. 
In qualità di gunner, nel 2004, Peterson registrò 28 tackle con lo special team dei Bears.
Peterson ebbe maggior spazio durante la stagione 2005 grazie al fatto che i running back titolari Thomas Jones e Cedric Benson ebbero alcuni infortuni. 
Peterson corse 76 volte per un guadagno di 391 yard, segnando due touchdown. Peterson giocò bene anche nei playoff segnando un touchdown nel NFC Divisional Game contro i Carolina Panthers.
Nella stagione 2006, Peterson giocò principalmente come gunner e terzo running back. Grazie alla suà versatilità, ebbe un ruolo importante in alcune partite dei Bears. 
In una partita, Peterson afferò un lancio di 37 yard da parte di Brad Maynard in uno schema che prevedeva un finto punt.
Nella partita valida per il titolo di campione NFC, Peterson placcò Michael Lewis forzandogli un fumble.
Dopo che i Bears scambiarono Jones prima dell'inizio della stagione 2007, Peterson divenne il running back di riserva.
Comunque il running back titolare Cedric Benson concluse la sua stagione il 25 novembre a causa di un infortunio, promuovendo Peterson titolare.

### Virginia Destroyers
Peterson fu scelto dai Virginia Destroyers nel corso del terzo giro (14º assoluto) del Draft UFL 2011. Firmò con la squadra il 15 giugno 2011.
Il 9 gennaio 2017 Peterson fu inserito nella College Football Hall of Fame.

## Palmarès
- College Football Hall of Fame

## Vita privata
È il fratello del linebacker degli Atlanta Falcons Mike Peterson ed è inoltre imparentato con Freddie Solomon, che giocò con Miami Dolphins e San Francisco 49ers.